# Dhar
Dhar là một thành phố và khu đô thị của quận Dhar thuộc bang Madhya Pradesh, Ấn Độ.

## Địa lý
Dhar có vị trí 22°36′B 75°18′Đ / 22,6°B 75,3°Đ Nó có độ cao trung bình là 559 mét (1833 feet).

## Nhân khẩu
Theo điều tra dân số năm 2001 của Ấn Độ, Dhar có dân số 75.472 người. Phái nam chiếm 52% tổng số dân và phái nữ chiếm 48%. Dhar có tỷ lệ 70% biết đọc biết viết, cao hơn tỷ lệ trung bình toàn quốc là 59,5%: tỷ lệ cho phái nam là 76%, và tỷ lệ cho phái nữ là 63%. Tại Dhar, 14% dân số nhỏ hơn 6 tuổi.